# Filialkirche Aichberg

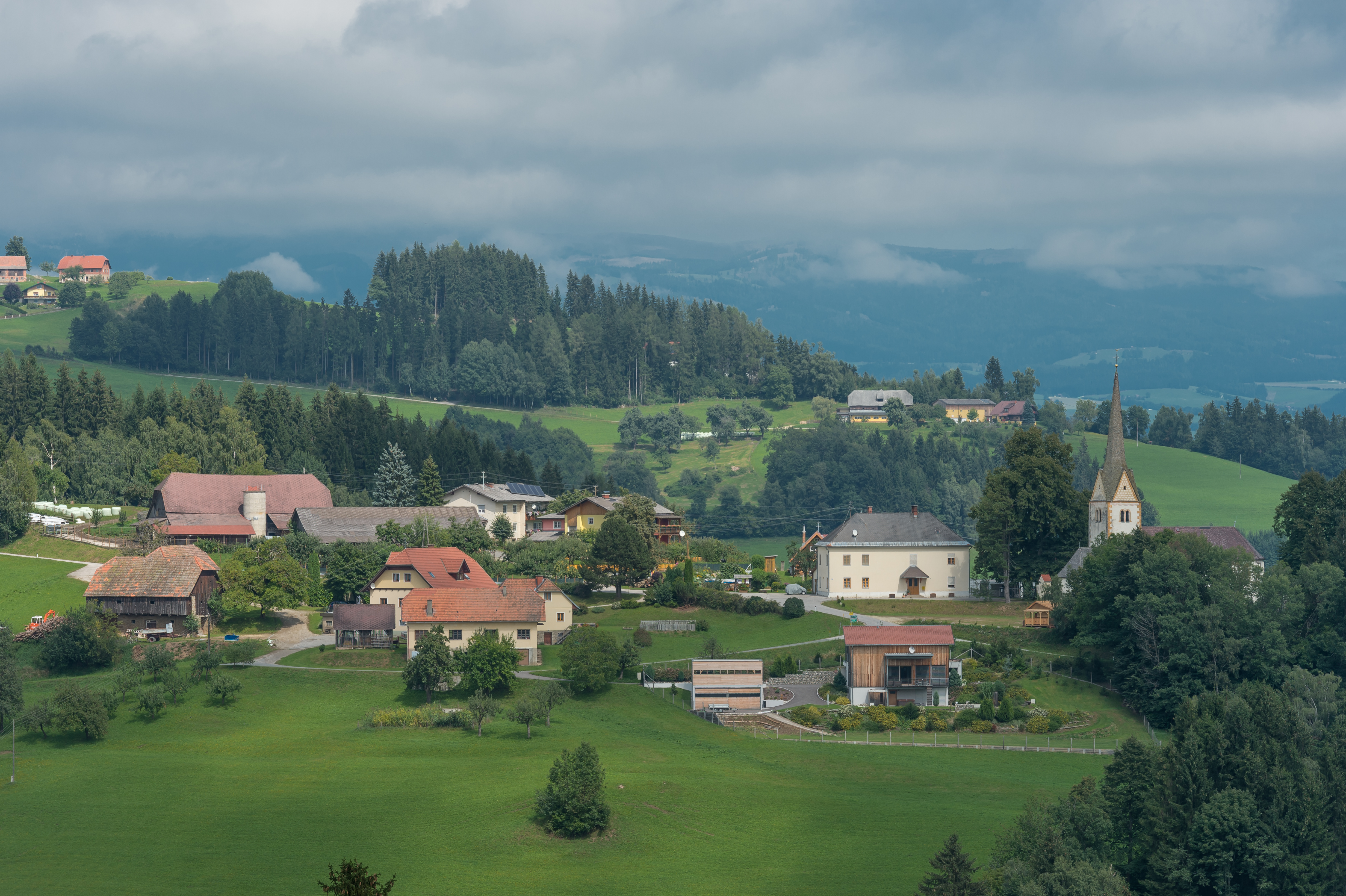
Katholische Filialkirche hl. Bartholomäus in Aichberg

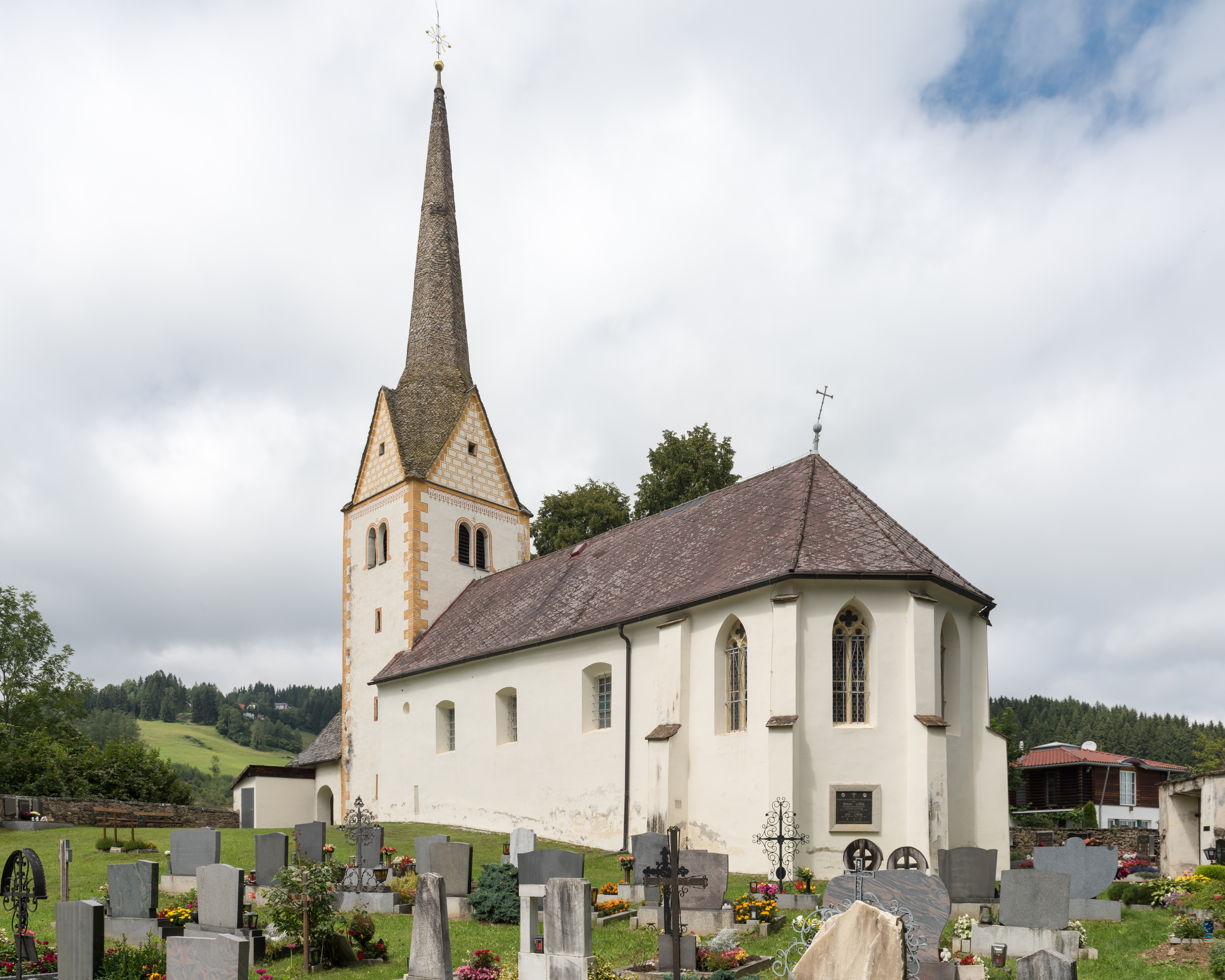
Spätgotisches Architekturdekor am Turm, der Spitzhelm ist mit Steinplattln gedeckt

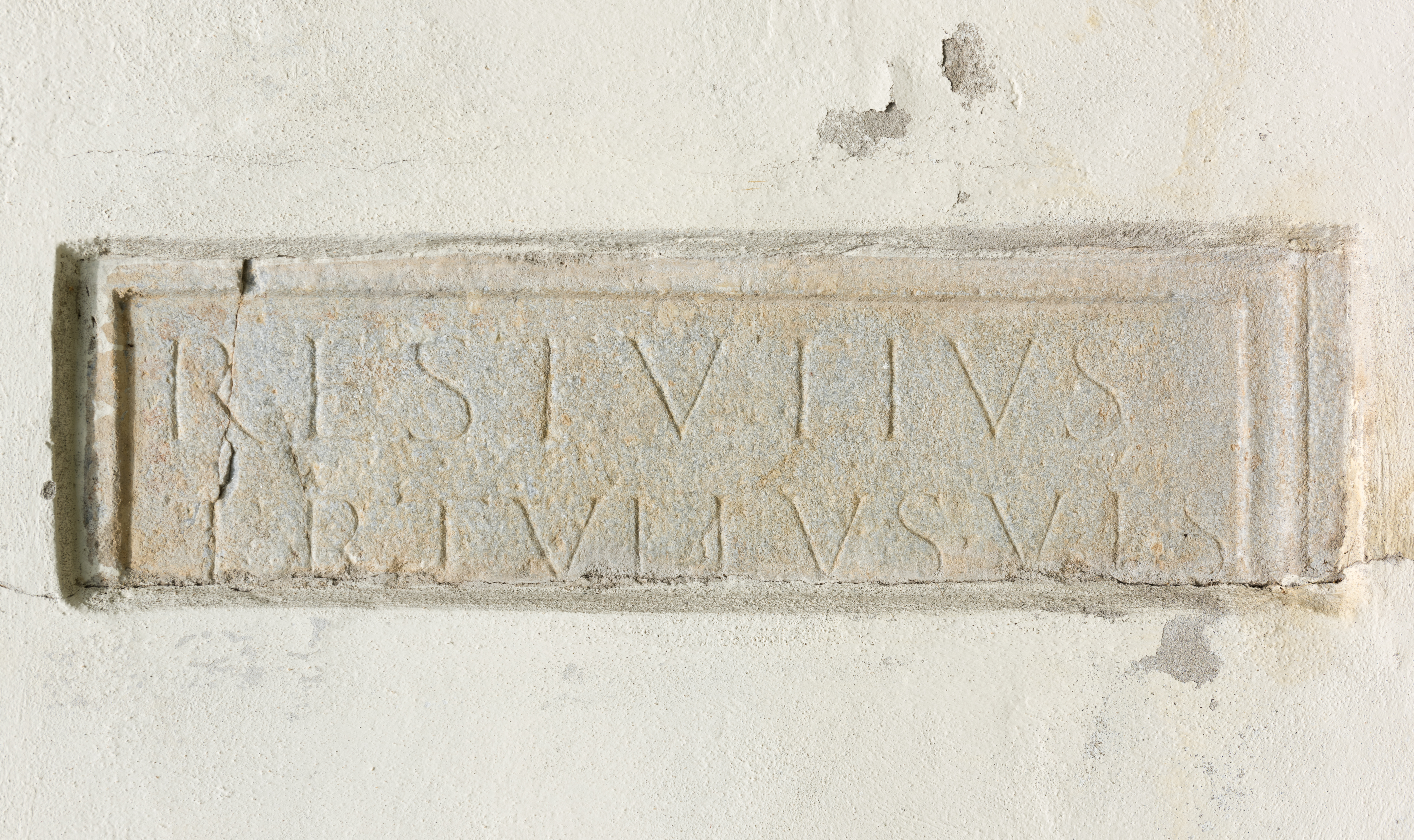
Römerzeitliche Grabinschrift

Die Filialkirche Aichberg steht im Ort Aichberg in der Stadtgemeinde Wolfsberg im Bezirk Wolfsberg in Kärnten. Die dem Patrozinium des hl. Bartholomäus unterstellte römisch-katholische Pfarrkirche gehört zum Dekanat Wolfsberg in der Diözese Gurk-Klagenfurt. Die Kirche und der Friedhof stehen unter Denkmalschutz (Listeneintrag).

## Geschichte
Urkundlich wird 1550 eine erste Kirche genannt. 1975 wurden bis dahin unbekannte Fresken aus der zweiten Hälfte des 14. Jahrhunderts freigelegt. 1995 war eine Außenrestaurierung.

## Architektur
Der romanische Kirchenbau wurde in der Spätgotik erweitert und nach 1770 barock verändert. Die Kirche ist von einem Friedhof mit Mauer umgeben.
Der spätgotische Turm mit einem schlanken, mit Steinplattln gedeckten Spitzhelm ist der Westfront des Langhauses vorgestellt. Er hat eine Fassade mit spätgotischem Architekturdekor: Eckquader, Friese und Vollquadrierung der Giebeldreiecke und Zwillingsfenster im Glockengeschoß. Der gotische Chor hat Strebepfeiler und wie die südliche Langhauswand barocke Fensteröffnungen. Die westlich vorgebaute, kreuzgratgewölbte Laube hat zwei Rundbogenarkaden und ein profiliertes spätgotisches Portal.
Zum Kircheninneren gehört das kreuzgratgewölbte Turmerdgeschoß im Westen, anschließend in eine Empore und das langgestreckte Langhaus, das mit einem Stichkappentonnengewölbe barock verändert ist. Das Langhaus ist durch Gurtbogen und Pilaster vom Chor abgesetzt. Der Chor mit einem Stichkappengewölbe schließt polygonal. Die nördliche Sakristei aus dem 19. Jahrhundert hat eine Flachtonne mit Stichkappen.

## Ausstattung
Der barocke Hochaltar trägt die Statuen der Hll. Bartholomäus und Vitus aus dem zweiten Viertel des 18. Jahrhunderts.
Die Kanzel zieren Figuren der Evangelisten aus dem zweiten Viertel des 18. Jahrhunderts. Ein geschnitzter Apostelluster entstand 1866.
Eine Glocke nennt Anton Cosmatschin 1706.

## Grabdenkmäler
- Außen an der Südseite ist ein Fragment einer römerzeitlichen Grabinschrift zu Restutius Tertullus eingemauert.